# Чахи
Чахи (біл. вёска Чахі) — село в складі Молодечненського району Мінської області, Білорусь. Село підпорядковане Холхлівській сільській раді, розташоване в західній частині області.

## Iсторія
У 1921–1945 роках село знаходилось у Польщі, у Вільнюськім воєводстві, Вілейського повіту, з 1927 року Молодечненського повіту, гміні Гарадок.

## Населення
- 1921 рік — 47 людини, 8 будинків[1].
- 1931 рік — 71 людини, 13 будинків[2].